# Гуайре Айдне
Гуайре Айдне (др.‑ирл. Guaire Aidne; умер в 663) — король Коннахта (655—663) из рода Уи Фиахрах. Один из наиболее популярных персонажей ирландских саг королевского цикла. В преданиях этот правитель представлен как образец монаршей щедрости.

## Биография

### Происхождение
Гуайре был одним из сыновей правителя Коннахта Колмана мак Кобтайга. Он принадлежал к септу Уи Фиахрах Айдне, земли которого располагались в коннахтско-мунстерском пограничьи. Отец Гуайре пал на поле боя в 622 году. Его противником был Рогаллах мак Уатах из соперничавшего с Уи Фиахрах рода Уи Бриуйн, который и овладел коннахтским престолом.

### Ранние годы

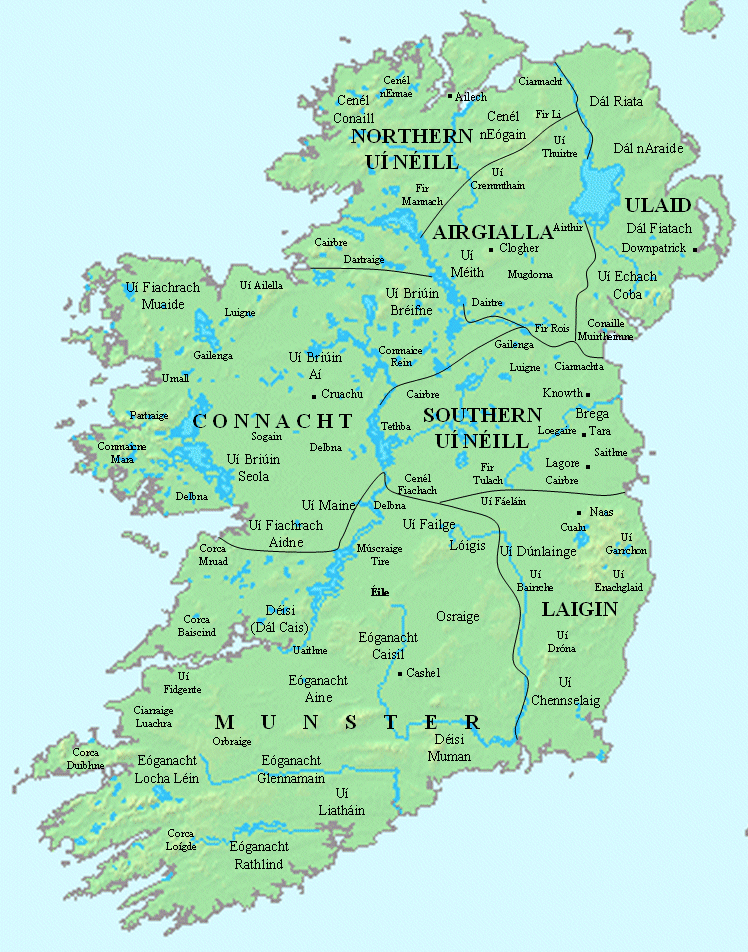
Ирландия в Раннее Средневековье

Ко времени правления Рогаллаха мак Уатаха относится первое датированное упоминание о Гуайре Айдне в исторических источниках. Согласно ирландским анналам, в 627 году он потерпел тяжёлое поражение в сражении при Карн Ферадайге (современном Каэрнарри) от мунстерского правителя Файльбе Фланна. Союзник Гуайре Айдне, король Уи Мане Коналл мак Маэл Дуйб, пал на поле боя. По свидетельству историка XVII века Джеффри Китинга, причиной войны было желание Гуайре Айдне возвратить Коннахту захваченный мунстерцами Томонд. Поражение представителя рода Уи Фиахрах в сражении при Карн Ферадайге позволило королю Рогаллаху беспрепятственно править Коннахтом вплоть до своей смерти и, таким образом, заложить основы будущего процветания рода Уи Бриуйн.
Рогаллах мак Уатах погиб от рук рабов в 649 году. После его кончины в Коннахте началась борьба за власть. С одной стороны, свои права на престол предъявил Гуайре Айдне. С другой стороны власть над Коннахтом надеялись унаследовать сыновья погибшего монарха — Фергус, Катал и Келлах, заручившиеся поддержкой короля Бреги Диармайта мак Аэдо Слане. Противники сошлись для битвы около современного Горта. В битве, известной как сражение при Карн Конайлле, армия Диармайта разгромила войско Гуайре Айдне, едва сумевшего спастись бегством с поля боя. По свидетельству «Анналов Тигернаха», мунстерцы были союзниками Гуайре Айдне в битве, однако эти сведения отсутствуют в «Анналах Инишфаллена» и «Анналах Ульстера». В то же время, исторические источники свидетельствуют, что, несмотря на итог битвы, престол Коннахта перешёл не к сыновьям Рогаллаха, а к брату Гуайре Айдне Лоингсеху мак Колмайну.
Обстоятельства этого сражения стали основой для созданной в X веке поэмы «Битва при Карн Конайлле» (др.‑ирл. Cath Cairnd Chonaill). Описываемые в поэме события отнесены ко времени, когда Диармайт мак Аэдо Слане уже был верховным королём Ирландии. Повествуется, что его кормилица Синеах Кро часто обвиняла своего воспитанника в трусости, потому что тот предпочитал жить в мире с другими ирландскими правителями, а не силой собирать с них положенную верховным королям дань. Якобы, именно за трусость Диармайт и получил своё прозвище «Руанайд» («Красный»). Не выдержав упрёков, верховный король собрал войско и выступил против короля Коннахта Гуайре Айдне, люди которого незадолго до этого украли принадлежавший Диармайту скот. Сообщается, что Диармайт заручился поддержкой братии Клонмакнойса и отверг ходатайство аббата Клонферта Куммене Фоты, посланного Гуайре Айдне с предложениями мира. Согласно поэме, в произошедшем при Карн Конайл сражении пало множество союзников Гуайре Айдне, в том числе король Мунстера Куан мак Амалгадо (по данным анналов, погибший в 641 году), король Уи Фидгенти Куан мак Конайлл и правитель Уи Лиатайн Толомнах. Хотя Диармайт и одержал победу в сражении, но затем, покорённый великой щедростью своего противника, искренне примирился с коннахтцами.
Предполагается, что поражение при Карн Конайлле заставило Гуайре Айдне временно отказаться от активной деятельности. Возможно, этот факт нашёл отражение и в ирландских преданиях, в которых рассказывалось о намерении Гуайре уйти в монастырь.

### Король Коннахта

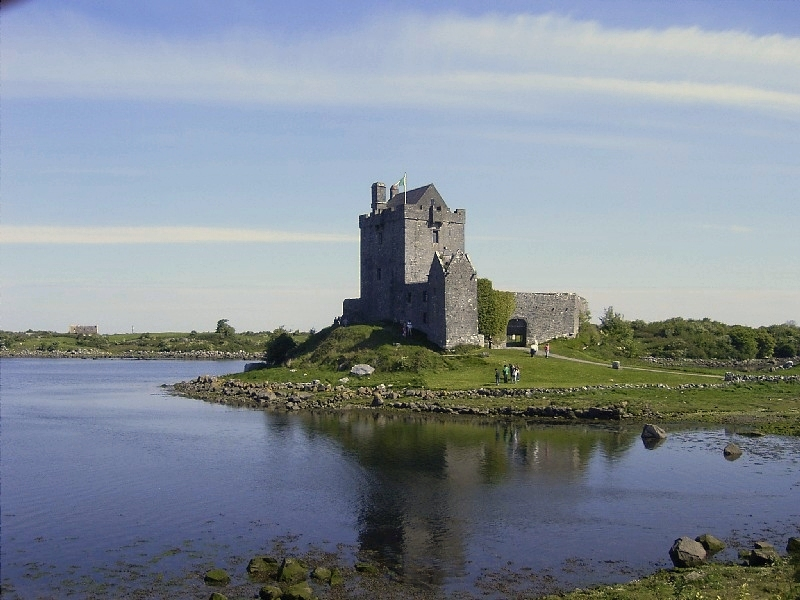
Замок Дангвайр, построенный на месте резиденции Гуайре Айдне

Гуайре Айдне взошёл на престол Коннахта в 655 году, после смерти своего брата Лоингсеха мак Колмайна. Его правление — время наивысшего могущества Уи Фиахрах Айдне.
Королевская резиденция Гуайре Айдне находилась в форте Дурлас, располагавшемся около современного города Кинварра. В XVI веке на этом месте был возведён замок Дангвайр, сохранившийся до нашего времени.
О военной деятельности Гуайре Айдне во время его правления Коннахтом известно не очень много. Возможно, он вёл войны с мунстерским родом Уи Фидгенти, владения которого располагались на южном берегу Шаннона. В одном из средневековых стихотворений, написанных от имени Креде, дочери Гуайре, упоминается о гибели в битве при Айдне принца Динертаха из Уи Фидгенти.
Средневековые агиографические сочинения сообщают о взаимоотношениях Гуайре Айдне с несколькими ирландскими святыми, в том числе с Куммене Фотой из Клонферта, Колманом из Килмакдуа, Каймином с Инис Келтра и аббатом Эмли Комганом. С некоторыми он конфликтовал, других наделял имуществом и землями. Например, в полной анахронизмов поэме «Жизнь Келлаха» (др.‑ирл. Caithréim Cellaig) рассказывается, что король Коннахта повелел убить как этого святого, так и его брата Муйредаха, которые настаивали на возвращении Гуайре захваченных им монастырских земель. Вероятно, это предание не имеет под собой исторической основы. В то же время существуют свидетельства о благотворительности Гуайре Айдне в отношении церкви в Туам Грейне (современном Томгрейни) и о покровительства миссионерской деятельности западно-мунстерского духовенства на землях к северу от реки Шаннон. Возможно, потворствование Гуаре Айдне мунстерской церковной экспансии на коннахтские земли было связано с тем, что его власть распространялась на некоторые области королевства Мунстер (например, на территории племён Коркомруад и Корко Байскинд в Томонде). Гуайре и святой Колман упоминаются как сооснователи монастыря Килмакдуа.
В ирландской саге «История Кано мак Гартнайна» (др.‑ирл. Scéla Cano meic Gartnáin) повествуется о приезде ко двору Гуайре Айдне дал-риадского принца Кано, сына Гартнайта из Ская, и его безответной любви к дочери коннахтского короля Креде, супруге короля Уи Мане Маркана мак Томмайна. Это сказание — ранняя кельтская версия сказания о Тристане и Изольде.
Одно из преданий упоминает о том, что Гуайре был ещё в юности отвращён от скраденности проповедью святого Колумбы. Также и в других ирландских преданиях Гуайре Айдне представлен образцом королевской щедрости. Например, в одной из саг сообщается, что правая рука правителя Коннахта была намного длиннее левой из-за того, что ей он постоянно раздавал милостыню нуждающимся. В поэме «Барды в гостях у Гуайре» рассказывается о том, что коннахтский король принял у себя оллама Сенхана Торпеста, главу ирландских бардов, и всю его свиту, и что, несмотря на многочисленность гостей, безропотно содержал их в течение долгого времени, хотя и дошёл уже до почти полного обнищания. За это правитель Коннахта получил от поэтом прозвище Гуайре Гостеприимный (др.‑ирл. Guaire Oinigh).
С Гуайре Айдне саги связывали чудесное обретение сказания «Похищение быка из Куальнге».
Гуайре Айдне скончался в 663 году. Вероятно, он умер от чумы, обрушившейся в это время на Ирландию. Гуайре был похоронен в Клонмакнойсе. Его наследником в Уи Фиахрах был сын Келлах мак Гуайри, в то время как коннахтский престол перешёл к Кенн Фаэладу мак Колгану из рода Уи Бриуйн. В списке королей Коннахта в «Лейнстерской книге» Гуайре ошибочно наделяется двенадцатью годами правления, а в трактате «Laud Synchronisms» — тринадцатью годами.
Сыновьями Гуайре Айдне были Айрмедах (погиб в 675 году), Келлах, Артгал и Муйрхертах Нар. Последний из них в ирландских анналах, также как и его отец, упоминается как король Коннахта.